# Coptoprepes
Coptoprepes is een geslacht van spinnen uit de  familie van de Anyphaenidae (buisspinnen).

## Soorten
- Coptoprepes bellavista Werenkraut & Ramírez, 2009
- Coptoprepes campanensis Ramírez, 2003
- Coptoprepes casablanca Werenkraut & Ramírez, 2009
- Coptoprepes contulmo Werenkraut & Ramírez, 2009
- Coptoprepes ecotono Werenkraut & Ramírez, 2009
- Coptoprepes eden Werenkraut & Ramírez, 2009
- Coptoprepes flavopilosus Simon, 1884
- Coptoprepes nahuelbuta Ramírez, 2003
- Coptoprepes recinto Werenkraut & Ramírez, 2009
- Coptoprepes valdiviensis Ramírez, 2003
- Coptoprepes variegatus Mello-Leitão, 1940